# Prospalta variegata
Prospalta variegata är en fjärilsart som beskrevs av W. Warren 1912. Prospalta variegata ingår i släktet Prospalta och familjen nattflyn. Inga underarter finns listade i Catalogue of Life.